# شهرستان ورخنبورینسکی
شهرستان ورخنبورینسکی (به لاتین: Verkhnebureinsky District) یک شهرستان در روسیه است که در سرزمین خاباروفسک واقع شده‌است.